# Равнотежни фазни дијаграм
Равнотежни фазни дијаграм је фазни дијаграм на коме су односи фаза у равнотежи (еквилибријуму), односно све фазне промене су имале довољно времена да достигну термодинамичко равнотежно стање.